# Neomaso aequabilis
Neomaso aequabilis är en spindelart som beskrevs av Alfred Frank Millidge 1991. Neomaso aequabilis ingår i släktet Neomaso och familjen täckvävarspindlar. Inga underarter finns listade i Catalogue of Life.